# From
《from》是日本二人组合柚子（ゆず）的第32张单曲。2010年12月1日由其所属公司Senha&Company发售。